# Przeciwobraz
Przeciwobraz zbioru – pojęcie matematyczne, konkretniej teorii mnogości, związane z dowolną funkcją lub inną relacją dwuargumentową. Przeciwobrazy definiuje się dla podzbiorów przeciwdziedziny – dla funkcji {\displaystyle f\colon X\to Y} przeciwobrazy dotyczą dowolnego zbioru {\displaystyle B\subseteq Y}. Przeciwobraz zbioru {\displaystyle B} to zbiór wszystkich elementów dziedziny, które są odwzorowane na elementy {\displaystyle B}.
Pojęcie przeciwobrazu bywa używane w różnych działach matematyki, nie tylko wyższej; przeciwobrazami można definiować inne pojęcia jak miejsce zerowe i funkcja ciągła.

## Przeciwobraz względem funkcji

### Definicje i zapis
Niech {\displaystyle f\colon X\to Y} oznacza dowolną funkcję ze zbioru {\displaystyle X} w zbiór {\displaystyle Y}. Przeciwobrazem zbioru {\displaystyle B\subseteq Y} względem {\displaystyle f} nazywa się podzbiór zbioru {\displaystyle X} określony wzorem
{\displaystyle f^{-1}[B]=\{x\in X\colon f(x)\in B\}.}
Inne oznaczenia:
- {\displaystyle f^{-1}(B);}
- {\displaystyle {\vec {f}}^{-1}(B).}

Przeciwobraz względem ustalonej funkcji {\displaystyle f}, oznaczany {\displaystyle {\vec {f}}^{-1}}, to funkcja ze zbioru potęgowego zbioru {\displaystyle Y} w zbiór potęgowy zbioru {\displaystyle X}, czyli {\displaystyle {\vec {f}}^{-1}:2^{Y}\rightarrow 2^{X}}.
Oznaczenie {\displaystyle f^{-1}} może przywodzić na myśl notację odrębnego pojęcia funkcji odwrotnej, które pokrywa się z pojęciem przeciwobrazu wtedy i tylko wtedy, gdy {\displaystyle f} jest bijekcją.

### Przykłady
Niech funkcja rzeczywista {\displaystyle f\colon \mathbb {R} ^{2}\to \mathbb {R} } będzie dana wzorem {\displaystyle f(x,y)=x^{2}+y^{2}.} Przeciwobraz liczby rzeczywistej {\displaystyle a} przy tej funkcji – oznaczany {\displaystyle f^{-1}(a)} – zależy od jej wartości:
- dla {\displaystyle a>0} przeciwobrazami są okręgi o wspólnym środku w początku układu współrzędnych;
- dla {\displaystyle a=0} przeciwobrazem jest sam początek układu;
- dla {\displaystyle a<0} przeciwobrazem jest zbiór pusty.

### Włókna
Przeciwobraz zbioru jednoelementowego oznacza się {\displaystyle \textstyle f^{-1}[\scriptstyle \{y\}\textstyle ]} lub krócej {\displaystyle f^{-1}[y].} Nazywa się go włóknem nad {\displaystyle y}, poziomicą lub warstwicą {\displaystyle y}.
Zbiór wszystkich włókien nad elementami {\displaystyle Y} tworzy rodzinę zbiorów indeksowaną przez {\displaystyle Y.} Prowadzi to do pojęcia kategorii rozwłóknień.